# Ерзац
Ерзац (на немски: Ersatz), или сурога́т – непълноценен заместител на нещо.
Понятието „ерзац“ става широко използвано по време на Първата световна война, когато в Германия поради огромния дефицит на стратегически продукти маслото се заменя с маргарин, захарта – със захарин, a кафето – с цикория.
Ерзацът е по-лесен за добиване, или по-евтин за производство, или сам по себе си е произведен от материали, които са по-достъпни. Един от ерзац-продуктите, създадени в онези години, е синтетичният каучук.
Следва да се отбележи, че с тази дума често се обозначават продукти със синтетичен произход.

## Примери за някои ерзац продукти

### Ерзац хляб (Kriegsbrot)
По време на Първата световна война в Германия има отчаян недостатък на продоволствие. Така се появява „военният хляб“ (Kriegsbrot). Този хляб е напълно годен за консумация. Той се състои от 55% ръж, 25% пшеница и 20% картофено брашно, захар и мазнини.

Такава е първоначалната рецептура, но ръжта и пшеницата не винаги са били достъпни. Постепенно в рецептата на хляба са въведени овес, царевица, ечемик, боб, грах и елдево брашно.

### Ерзац колбас (грахов колбас)
Граховият колбас е един от повсеместните хранителни продукти на немския войник в 19 и 20 век до края на Втората световна война. Немците винаги са ценили граха като хранителен продукт и за да увеличат издръжливостта на войниците в поход, се прави промяна в хранителния режим. Плод на творческите усилия на армейските диетолози става продуктът, получил името „грахов колбас“, произвеждан от грахово брашно с добавени сланина и месен сок. Граховият салам е два вида: с шунка и със сланина.

### Ерзац валенки
Тъй като в първоначалния план за войната на Германия със СССР се предполага блицкриг, подготовка на зимна екипировка за Вермахта не се прави. След като планът за мълниеносна война се проваля, в немската армия на Източния фронт възниква необходимост от зимна екипировка, в частност, обувки. Този проблем се решава с реквизиране на валенки от населението на окупираните територии и производството на валенки по руски образец. Пълното подсигуряване на армията обаче с този вид обувки за кратък срок е невъзможно поради липса на суровини, време и производствени мощности. За удовлетворение на потребността на армията от зимни обувки интендантската служба започва доставката на плетени от ленти пресована слама ерзац-валенки (лапти или гамаши), които се обуват върху всекидневните армейски обувки. Като правило ерзац-валенки слагат войниците, застъпващи на караул. Придвижването с тези обувки е трудно за войниците.

### Ерзац кожа
Ерзац версия на ремъците на обикновения войник на Вермахта от времето на Втората световна война в края на войната представлява ремък от „прес щоф“ („пресован материал“, нем. pressen – натискам, мачкам, der Stoff – материал) или изкуствена кожа, произвеждана с цел икономия на суровини.
Главният герой на филма „Проверка на дорогах“ – Лазарев, когато решава да се обеси, е спасен от лошото качество на колана:
| „ | — Добре поне, че коланът е немски – ерзац кожа, боклук. Ако не беше така – край. | “ |

В СССР именно в годините на Великата Отечествена война широко се разпространява изкуствената кожа – кирза, производството ѝ продължава и след войната.

### Ерзац вълна
В края на Втората световна война вместо стандартните вълнени одеяла за редовия състав на Вермахта започва производство на сиви и кафяви одеяла от нискокачествена ерзац вълна с добавена изкуствена коприна и ленти с различна ширина и цвят.

### Ерзац гориво
По време на Втората световна война Германия в значителна степен задоволява своите нужди от гориво чрез създаване на производствени мощности за преработка на въглища в синтетично гориво.

### Ерзац оръжие
Примери за ерзац оръжие са американските пистолети „FP-45 Liberator“ и „Deer Gun“, а също и британският картечен пистолет „STEN“.